# Mary Parker Dascomb
Mary Parker Dascomb (Providence, 30 de junho de 1842 —  Curitiba, 11 de outubro de 1917) foi uma missionária presbiteriana que atuou no Brasil.
Mary Dascomb foi a "primeira missionária educadora enviada ao Brasil pela Junta de Missões Estrangeiras de Nova Iorque, da Igreja do Norte (PCUSA)" (Matos, p. 67).
Trabalhou no Rio de Janeiro e em São Paulo, onde dirigiu a Escola Americana (embrião da Universidade Mackenzie).